# Vilalba Sasserra
Vilalba Sasserra település Spanyolországban, Barcelona tartományban. Lakosainak száma 780 fő (2024).

## Földrajza
Vilalba Sasserra Vallgorguina, Dosrius, Llinars del Vallès és Santa Maria de Palautordera községekkel határos.

## Népesség
A település lakosságának változását az alábbi diagram mutatja:
| Lakosok száma | 81   | 173  | 164  | 158  | 289  | 544  | 636  | 706  | 716  | 780  |
|               | 1717 | 1887 | 1936 | 1960 | 1986 | 2004 | 2009 | 2014 | 2019 | 2024 |